# Marie Gevers
Marie Gevers (Edegem, 30 dicembre 1883 – Edegem, 9 marzo 1975) è stata una scrittrice belga.

## Biografia
Ultima di sei figli, Marie Gevers nacque nei pressi di Anversa in una famiglia borghese francofona insediata in un'area di prevalenza fiamminga. Ricevette un'istruzione domestica da sua madre, che le insegnò il francese e la letteratura incoraggiandone la vocazione poetica. Grazie a suo cugino Paul De Reul, docente di lingua inglese alla Université libre de Bruxelles, si legò alla casa editrice Mercure de France, e tramite l'amica di infanzia Rite Cranleux ebbe modo di conoscere il poeta Émile Verhaeren, che la incoraggiò a pubblicare i suoi primi componimenti in alcune riviste di Anversa nel 1907.
Nel 1913 pubblicò tre poesie per la Mercure de France, indi l'anno successivo seguì la sua prima raccolta. Durante la prima guerra mondiale si rifugiò con la sua famiglia presso Domburg, sull'isola di Walcheren. Dopo la morte di Verhaeren nel 1916, Gevers conobbe Max Elskamp, grazie al quale pubblicò Missembourg l'anno successivo, che le valse il Prix de la Commission littéraire du Brabant. L'opera elogia la maternità e la vita familiare intrecciando legami tra la natura e l'uomo. Ispirata dalla sua infanzia, pubblicò poesie e racconti come Ceux qui reviennent (1922), nonché altre raccolte di liriche come Les arbres et le vent (1923) e Antoinette (1925), quest'ultima dedicata a sua figlia che le valse il Premio Eugène Schmitz.
Negli anni '30 salì alla ribalta con L'Almanach perpétuel des jeux d'enfants (1930) e Brabançonnes à travers les arbres (1931, vincitore del Prix du Centenaire), tanto da comparire sul numero del 1932 della rivista La Nervie. Il suo romanzo d'esordio La Comtesse des digues riscosse un gran successo, seguito da Madame Orpha ou la serenade de mai che le valse il Prix Eugène-Dabit du roman populiste. Pur restando una scrittrice indipendente, non mancò di avere contatti con gli autori a lei contemporanei come Maurice Maeterlinck, Colette o Michel de Ghelderode. Nel 1935 divenne membro dell'Académie Picard e prese parte al primo lundi dello scrittore Franz Hellens, una serie di incontri tra vari artisti.
Gevers fu autrice di numerosi racconti per bambini nei quali incoraggiava i genitori a sviluppare il senso della poesia nei loro figli. Il 1 marzo 1937 fu una dei firmatari del manifesto del gruppo dei lundi di Hellens, che vedeva il romanzo come la base di un racconto proveniente dalla vita contadina e che esaltava i valori della sofferenza e della pietà. Su questi principi si basa il romanzo La ligne de vie (1937), che suscitò l'interesse di Henri Davignon, promotore della candidatura di Gevers all'Académie royale de langue et de littérature françaises de Belgique.
Con l'invasione del Belgio da parte dei nazisti, Gevers si rifugiò a Saint-Rémy-de-Provence nella fattoria del giornalista e scrittore Jean de Beucken. Scrisse un seguito di La ligne de vie intitolato Paix sur les champs, un'opera che reclama pace. Dopo la seconda guerra mondiale venne accusata insieme ad altri scrittori di collaborazionismo con i nazisti, il ché la tenne lontana dall'attività letteraria. Nel 1947 tuttavia riprese a pubblicare: a questo periodo risalgono Le Voyage sur l'Escaut e Château-de-l'Ouest. L'anno successivo compì il suo primo grande viaggio per far visita a sua figlia in Ruanda, studiandone ogni dettaglio della vita quotidiana, sul quale si basano i romanzi Des mille collines aux neuf volcans (1953) e Plaisir des Parallèles (1958). Nel 1954 divenne Grande Ufficiale della Corona e nel 1958 fu la prima donna a essere insignita del titolo di Grande Ufficiale dell'Ordine di Leopoldo. Nel 1960 coronò la sua carriera ricevendo il Grand prix quinquennal de littérature, il più alto riconoscimento concesso dalla nazione.
Morì nel 1975 all'età di 91 anni.

### Vita privata
Gevers sposò nel 1907 Frans Willems, che aveva interrotto gli studi di giurisprudenza per lavorare in una fabbrica di lampade. Dall'unione nacquero i figli Jean, Paul e Antoniette.